# 納粹集中營臂章

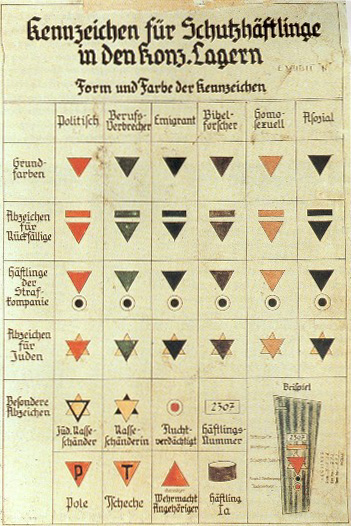
達豪集中營臂章圖表

納粹集中營臂章，主要由三角形組成，是用於識別納粹佔領國的集中營囚犯。三角形由布料製造並縫於犯人的外套和襯衫上。這些強制性的臂章上特定的顏色和形狀有不同的象徵和意義。
各個集中營的臂章系統都有差異，在戰爭後期，某些集中營內臂章的使用漸漸減少，而有些集中營則突然增加。以下描述均根據達豪集中營戰前到戰爭初期的臂章系統，達豪採用了其中一種較複雜的識別系統。

## 臂章識別系統
臂章圖案類似德國用於向駕駛者預示警告的三角形道路標誌。
最常見的倒轉三角形臂章形式有：
- 紅色三角形：政治犯。社會民主主義者、自由主义者、社会主义者、共产主义者、共濟會員、無政府主義者（有些無政府主義者也加上黑色三角形）、帮助犹太人的外族人；工会成员和犹太人。
  - 向上的红色三角形：國家敵人，含外国战犯、间谍、叛国者、逃避兵役者。
- 黑色三角形：反社会人士。
  - 智力障碍人士，他们的三角形上还刻有Blöd这个词，意思是愚蠢。
  - 心理疾病人士
  - 残障人士
  - 其他残障人士，包括糖尿病患者（糖尿病被纳粹认为是“犹太疾病”）。
  - 和平主义者和反对征兵者。
  - 酗酒者
  - 流浪者，乞丐，失业者。
  - 反社會女性，含女同性戀者、妓女或进行避孕的婦女。
- 綠色三角形：罪犯，通常作为囚监来看管其他犯人。
- 蓝色三角形：外来移民，以及自外国强征的劳工。
- 粉红三角形：性犯罪者，包括恋童者、恋兽者、同性戀或雙性戀男性，这个群体中多数人都被强制绝育。
- 紫色三角形：圣经学生，多指耶和華見證人（超过 99%）以及其他小型和平主义宗教团体的成员。
- 棕色三角形：吉普赛人、羅姆人和辛提人。曾用黑色三角形标记，后单列。

此外倒轉紅色三角形上加以字母又表示其國籍：

"B"（Belgier，比利時人）；

"E"（Engländern，英国人）；

"F"（Franzosen，法國人）；

"I"（Italiener，義大利人）；

"J"（Jugoslawen，南斯拉夫人）；

"N"（Niederländern，荷兰人）；

"P"（Polen，波蘭人）；

"S"（Republikanische Spanier，西班牙共和黨員）；

"T" （Tschechen，捷克人）；

"U"（Ungarn，匈牙利人）。
三角形可以同时使用，例如：
- 兩個相疊黃色三角形構成一顆大衛星：猶太人，包括猶太教徒和血統上的猶太人。
- 粉紅三角形與黃色三角形相疊構成一顆大衛星：同性戀的猶太人。
- 黑色三角形或空心倒轉黑色三角形放置在黃色三角形上相疊：被裁定種族通婚的雅利安人，即所標籤的「種族敗壞者」。

如此这些標記可以随意組合，犯人通常至少有兩個標記，但也可能拥有超過六個。

## 集中營犯人標識圖表
|                                  | 政治犯 | 职业罪犯 | 外来移民 | 圣经学生 （耶证） | 同性恋 男同性恋/性罪犯 | 反社會人士 | 吉普赛人 羅姆人和辛提人 |
| 基本顏色                         |        |          |          |                   |                        |            |                         |
| 積犯標記                         |        |          |          |                   |                        |            |                         |
| 勞改大隊（Penal Battalions）囚犯 |        |          |          |                   |                        |            |                         |
| 猶太人的記號                     |        |          |          |                   |                        |            |                         |

| 特殊標記 | 男性敗壞種族者              | 女性敗壞種族者              | 有逃獄嫌疑者   | 囚犯编号 特殊囚犯：棕色臂帶 | 囚犯编号 特殊囚犯：棕色臂帶 | 以上標記表示：屬於勞改大隊的3846296229號猶太積犯有逃獄嫌疑。 | 以上標記表示：屬於勞改大隊的3846296229號猶太積犯有逃獄嫌疑。 |
| 特殊標記 | 波蘭人："P"字於紅色三角形上 | 捷克人："T"字於紅色三角形上 | 敵軍戰俘或逃兵 | 囚犯编号 特殊囚犯：棕色臂帶 | 囚犯编号 特殊囚犯：棕色臂帶 | 以上標記表示：屬於勞改大隊的3846296229號猶太積犯有逃獄嫌疑。 | 以上標記表示：屬於勞改大隊的3846296229號猶太積犯有逃獄嫌疑。 |

## 外部連結
- 美國大屠殺紀念博物館 （页面存档备份，存于） 納粹集中營的分類系統